# Rossia bullisi
Rossia bullisi  (лат.) — вид головоногих моллюсков рода Rossia из семейства сепиолиды (Sepiolidae).

## Распространение
Атлантический океан: Карибское море (побережье Кубы, Мексики, США).

## Описание
Мелкие головоногие моллюски, длина до 45 мм. 
Щупальцы с расширенной неизогнутой булавой. Отличаются узкими присосками на булаве (в 10—12 рядов) и округлыми на руках. Гектокотилизированы обе спинные руки. Гладиус развит. Светящиеся органы на чернильном мешке и папиллоивидные железы по бокам прямой кишки отсутствуют. Голова и передний край мантии не срастаются на спинной стороне. 
Включен в список Международной Красной книги МСОП в статусе DD (Data Deficient).